# Ровненская область
Ро́вненская о́бласть (укр. Рі́вненська о́бласть), разг. Ровненщина (укр. Рівненщина) — область на западе Украины. Граничит на западе с Волынской областью, на севере — с Беларусью (Брестская и Гомельская области), на востоке — с Житомирской, на юге — со Львовской, Тернопольской и Хмельницкой областями Украины.
Административный центр и крупнейший город — Ровно, другие крупные города — Вараш, Дубно, Костополь, Сарны, Здолбунов, Острог, Березно, Радивилов, Дубровица.
До 1991 года область называлась Ро́венская (укр. Ро́венська). Во многих украинских источниках, в том числе официальных, область указана под названием Ривненская.

## Физико-географическая характеристика

### Географическое положение
Находится в северо-западной части Украины. Площадь территории — 20 051 км². Территория расположена между 50 ° 01 'и 51 ° 58' северной широты и между 25 ° 01 'и 27 ° 38' восточной долготы. Протяжённость области с севера на юг 215 км, а с запада на восток — 186 км.

### Рельеф
По высоте своей поверхности область делится на северную часть, которая расположена в пределах Полесской низменности, в том числе Клесовская равнина (преобладающие высоты 140—180 м; минимальная высота 134 м в долине реки Горынь), и южную часть, которая расположена на Волынской возвышенности (преобладающие высоты 200—300 м). Высокими её участками (более 300 м), является Повчанская возвышенность (до 361 м), Мизоцкий кряж (до 342 м), а также Ровенское плато и Гощанское плато. На крайнем юге в пределы области заходят склоны Подольской возвышенности, в частности Вороняки, где расположена высочайшая точка Ровненской области — 372 м.

### Гидрография
Всего в области насчитывается 169 рек длиной более 10 км. Все они принадлежат к бассейну Днепра. Главной водной артерией является река Горынь (длина в пределах области 386 км) со своим крупнейшим притоком Случем. В Ровненской области протекают также: Стыр, Моства, Ствига, на крайнем северо-западе — Припять.
В области более 500 озёр различного происхождения (карстовые, пойменные и др.). Среди них — Нобель, Белое, Лука, Большое Почаевское. Построено 31 водохранилище (крупнейшие — Хренницкое, Млыновское, Бобёрское) и более 300 прудов.

### Полезные ископаемые
На территории Ровненской области есть более 100 месторождений 14 видов полезных ископаемых.
Ровненская область имеет большие запасы янтаря.

## История
Археологические находки на территории современной Ровненской области свидетельствуют о том, что земля эта была заселена ещё со времён позднего палеолита.
Найдено более 100 остатков древних поселений и могильников. Такие поселения найдены возле Варковичей и Подлужья Дубенского района.
С V века территорию Ровненской области и прилегающие земли населяли в основном раннеславянские племена пражской культуры. В VI—VII веках возникли объединения племён во главе с дулебами-волынянами.
В VI веке—начале VII веков Волынь (Ровненская область считается частью исторической Волыни) была заселена объединениями племён дулебов. В начале X века у Волыни образуются тесные связи с Киевом. В этом же столетии Волынская земля входит в состав Владимиро-Волынского княжества Древнерусского государства.
В XIV веке её захватила Литва, после Люблинской унии 1569 года перешла во владения Польши. Население территории Ровненской области участвовало в восстании Наливайко 1594—1596 годов и освободительной войне 1648—1654 годов. В середине XVII века область была охвачена освободительной войной под руководством Богдана Хмельницкого. Именно в замке Ровно в 1625 году готовился политический договор между Речью Посполитой и казачеством.
После второго раздела Польши в 1793 году восточная Волынь, а после третьего раздела в 1795 году западная Волынь, включая Ровно, были присоединены к России, на их территории была образована Волынская губерния. В 1921 году по Рижскому договору западная Волынь, включая современную Ровненскую область, отошла Польше.
В 1921—1939 годах территория Ровненской области входила в состав Польши. Область была частью бывшего Волынского воеводства Польши до 1939 года, а после присоединения Западной Украины к УССР (4 декабря) 1939 года Указом Президиума Верховного совета СССР была создана Ровенская область с центром в Ровно. С 1991 года область называется Ровненская и входит в состав независимого государства Украина.
На территории современной Ровненской области были написаны евангелия: «Дубновское» (1556—1568), «Дорогобужское» (1556—1561) и «Пересопницкое» (1556—1561), на котором принимал присягу президент Украины Леонид Кравчук в 1991 году. В честь этой книги в селе Пересопница сооружён памятник.
- К 1283 г. относится первое письменное упоминание о городе Ровно, когда здесь состоялась битва польских и литовских войск.
- После 1340 г. территория нынешней Ровненской области вошла в состав Великого Княжества Литовского.
- В 1576 г. в Остроге князь Константин-Василь Острожский основал славяно-греко-латинскую Академию — первое на Украине и в Восточной Европе высшее учебное заведение.
- В начале апреля 1919 г. в Ровно находилось правительство Украинской Народной Республики.
- Область пересекают автомагистрали Киев — Варшава, Киев — Брест, Киев — Львов, Львов — Житомир, Киев — Черновцы.
- Эксплуатационная протяжённость железнодорожных путей в области составляет 588 километров, протяжённость автомобильных дорог — 7535 километров.
- В области действуют 225 промышленных предприятий.
- На Ровненщине работает более 680 сельскохозяйственных предприятий различных форм хозяйствования.

## Население
Численность наличного населения области на 1 января 2020 года составляет 1 152 961 человек, в том числе городского населения 548 088 человека, или 47,5 %, сельского — 604 873 человек, или 52,5 %.
По данным на 1 сентября 2013 года — 1 158 295 человек (что на 397 человек больше, чем 1 августа), в том числе городское население — 551 763 человека (47,63 %), сельское — 606 532 человека (52,37 %). Постоянное население — 1 157 235 человек, в том числе городское население — 546 468 человек (47,22 %), сельское — 610 767 человек (52,78 %).
Динамика изменения численности населения области по годам в тысячах человек:
- 926,2 (1959)
- 1047,6 (1970)
- 1120,8 (1979)
- 1169,7 (1989)
- 1194,5 (1995)
- 1193,3 (1996)
- 1190,5 (1997)
- 1189,7 (1998)
- 1187,4 (1999)
- 1183,3 (2000)
- 1178,9 (2001)
- 1173,3 (2002)
- 1168,3 (2003)
- 1164,2 (2004)
- 1160,7 (2005)
- 1156,5 (2006)
- 1154,4 (2007)
- 1152,0 (2008)
- 1151,0 (2009)
- 1151.6 (2010)
- 1152,5 (2011)
- 1154,2 (2012)
- 1156,9 (2013)
- ~1200,0 (2024)[14]

До 1995 года наблюдался прирост населения, с 1995 до 2010 года наблюдался спад численности населения всего на 43,5 тысяч человек (в среднем на 2,9 тысяч в год). С 2010 года и по настоящее время население снова увеличивается (всего на 7,3 тысячи человек). На 2013 год: рождаемость 14,8 на 1000 человек, смертность 12,5 на 1000 человек, естественный прирост 2,3 на 1000 человек. Миграционные показатели: прибывает 121,2 на 10 000 человек, выбывает 125,3 на 10 000 человек, миграционный прирост — 4,1 на 10 000 человек.
Этнический состав населения (2001): украинцы (95,9 %), русские (2,57 %), белорусы (1,01 %), также проживают поляки, евреи, чехи и др.

### Языковой состав
Проводимая во времена СССР русификация Украины почти не затронула Ровненскую область: доля украиноязычных в регионе в 1959—1989 гг. колебалась в районе 92—95 %. Родной язык населения Ровненской области по результатам переписей населения, %
|            | 1959 | 1970 | 1989 | 2001 |
| ---------- | ---- | ---- | ---- | ---- |
| Украинский | 92,6 | 94,3 | 94,0 | 97,0 |
| Русский    | 5,2  | 5,1  | 5,6  | 2,7  |
| Другие     | 2,2  | 0,6  | 0,4  | 0,3  |

Родной язык населения Ровненской области по данным переписи 2001 года:
|                     | Украинский | Русский |
| ------------------- | ---------- | ------- |
| Ровненская область  | 97,0       | 2,7     |
| г. Ровно            | 92,1       | 7,5     |
| г. Дубно            | 96,2       | 3,3     |
| г. Вараш            | 90,4       | 9,3     |
| г. Острог           | 97,3       | 2,4     |
| Березновский район  | 99,5       | 0,4     |
| Владимирецкий район | 99,3       | 0,6     |
| Гощанский район     | 99,1       | 0,8     |
| Демидовский район   | 99,2       | 0,6     |
| Дубенский район     | 99,2       | 0,6     |
| Дубровицкий район   | 98,9       | 0,7     |
| Заречненский район  | 99,4       | 0,4     |
| Здолбуновский район | 97,3       | 2,4     |
| Корецкий район      | 99,2       | 0,7     |
| Костопольский район | 98,5       | 1,4     |
| Млиновский район    | 99,2       | 0,7     |
| Острожский район    | 99,3       | 0,6     |
| Ровненский район    | 98,3       | 1,5     |
| Ракитновский район  | 99,3       | 0,4     |
| Сарненский район    | 98,2       | 1,6     |
| Радивиловский район | 99,1       | 0,7     |

Украинский язык является единственным официальным языком на всей территории области.
По данным опроса, проведённого Социологической группой «Рейтинг» с 16 ноября по 10 декабря 2018 года в рамках проекта «Портрети Регіонів», 87 % жителей Ровненской области считали, что украинский язык должен быть единственным государственным языком на всей территории Украины. 8 % считали, что украинский язык должен быть единственным государственным языком, а русский — вторым официальным в некоторых регионах страны. 3 % считали, что русский должен стать вторым государственным языком страны. 2 % затруднились с ответом.
2 мая 2024 года решением Ровненского областного совета в Ровненской области утверждена «Областная целевая программа обеспечения всестороннего развития и функционирования украинского языка как государственного во всех сферах общественной жизни в Ровненской области на 2024—2026 годы», главными целями которой являются усиление позиций украинского языка в различных сферах общественной жизни региона и украинизация беженцев из других областей Украины.
По данным исследования Центра контент-анализа, проведённого в период с 15 августа по 15 сентября 2024 года, темой которого стало соотношение украинского и русского языков в украинском сегменте социальных сетей, в Ровненской области на украинском языке писалось 93,0 % сообщений (в 2023 году — 86,3 %, в 2022 году — 85,2 %, в 2020 году — 53,6 %), на русском — 7,0 % (в 2023 году — 13,7 %, в 2022 году — 14,8 %, в 2020 году — 46,4 %).
После провозглашения Украиной независимости в области, как и в стране в целом, происходит постепенная украинизация русифицированной в советское время системы образования. Динамика соотношения языков преподавания в учреждениях общего среднего образования в Ровненской области:
| Язык преподавания | Учебный год | Учебный год | Учебный год | Учебный год | Учебный год | Учебный год | Учебный год | Учебный год | Учебный год | Учебный год | Учебный год | Учебный год | Учебный год | Учебный год |
| Язык преподавания | 1991/92     | 1992/93     | 1993/94     | 1994/95     | 1995/96     | 2000/01     | 2005/06     | 2007/08     | 2010/11     | 2012/13     | 2015/16     | 2018/19     | 2021/22     | 2022/23     |
| ----------------- | ----------- | ----------- | ----------- | ----------- | ----------- | ----------- | ----------- | ----------- | ----------- | ----------- | ----------- | ----------- | ----------- | ----------- |
| Украинский        | 93,6 %      | 96,6 %      | 97,8 %      | 98,4 %      | 99,0 %      | 99,7 %      | 99,9 %      | 99,96 %     | 99,97 %     | 99,99 %     | 100 %       | 100 %       | 100 %       | 100 %       |
| Русский           | 6,4 %       | 3,4 %       | 2,2 %       | 1,6 %       | 1,0 %       | 0,3 %       | 0,1 %       | 0,04 %      | 0,03 %      | 0,01 %      | —           | —           | —           | —           |

В 2013/14 учебном году Ровненская область стала первым регионом Украины, где не осталось ни одного класса с преподаванием на русском языке: практически все ученики области получают общее среднее образование на украинском языке. Также в период с 2013/14 по 2016/17 учебный год в Ровненской области доля учеников, изучающих русский язык как отдельный предмет в классах с украинским языком преподавания, сократилась с 13,28 % до 3,18 %.
По данным Государственной службы статистики Украины в 2023/24 учебном году все 164 344 учащихся в учреждениях общего среднего образования в Ровненской области обучались в украиноязычных классах.
По данным Государственной службы статистики Украины в 2024/25 учебном году все 161 319 учащихся в учреждениях общего среднего образования в Ровненской области обучались в украиноязычных классах.

### Религия
В области представлено 1512 религиозных объединений, большая часть из которых православного вероисповедания — 1003 (64,55 %):
- Украинская православная церковь (Московского патриархата): 645 (42,66 % от общего количества религиозных общин);
- Православная церковь Украины: 354 общин (32,89 %)[36].

Протестантских общин наличествует 468 (30,95 %), из них
- Христиане веры евангельской (пятидесятники): 269 (17,79 %);
- Евангельские Христиане-Баптисты (все объединения): 134;
- Адвентисты седьмого дня: 21;
- Евангельские христиане: 9.

Совсем небольшую часть религиозного сектора занимают Римско-католическая и грекокатолическая церкви, имеющих 17 и 9 общин соответственно.
Также имеются 2 общины украинских родноверов, 1 Общества сознания Кришны, 4 иудейских.

## Административно-территориальное устройство
Административный центр Ровненской области — город Ровно.

### Районы
17 июля 2020 года принято новое деление области на 4 района:
| № | Район            | Население (тыс. чел.) | Площадь (км²) | Административный центр |
| - | ---------------- | --------------------- | ------------- | ---------------------- |
| 1 | Варашский район  | 139,0                 | 3323,5        | г. Вараш               |
| 2 | Дубенский район  | 170,4                 | 3294,2        | г. Дубно               |
| 3 | Ровненский район | 634,9                 | 7216,6        | г. Ровно               |
| 4 | Сарненский район | 213,0                 | 6212,7        | г. Сарны               |

Районы в свою очередь делятся на городские, поселковые и сельские объединённые территориальные общины (укр. об'єднана територіальна громада).

### Города
| - Ровно - Вараш - Березно - Дубно - Дубровица - Здолбунов | - Корец - Костополь - Острог - Радивилов - Сарны |

### Общая карта
Легенда карты:
|  | Областной центр, более 200 000 чел. |
|  | от 20 000 до 50 000 чел.            |
|  | от 10 000 до 20 000 чел.            |
|  | от 5000 до 10 000 чел.              |
|  | от 2000 до 5000 чел.                |

### История деления области
15 августа 1944 года Домбровицкий район был переименован в Дубровицкий.
8 декабря 1966 года были образованы Заречненский, Корецкий и Червоноармейский районы.
Число административных единиц и населённых пунктов области до 17 июля 2020 года:
- районов — 16;
- районов в городах — 0;
- населённых пунктов — 1026, в том числе:
  - сельских — 999;
  - городских — 27, в том числе:
    - посёлков городского типа — 16;
    - городов — 11, в том числе:
      - городов областного значения — 4;
      - городов районного значения — 7;
- сельских советов — 338.

16 районов до 17 июля 2020 года:
| - Березновский район - Владимирецкий район - Гощанский район - Демидовский район - Дубенский район | - Дубровицкий район - Заречненский район - Здолбуновский район - Корецкий район - Костопольский район | - Млиновский район - Острожский район - Радивиловский район - Ровненский район - Рокитновский район - Сарненский район |

Статусы городов до 17 июля 2020 года:
| Города областного значения: - Ровно - Дубно - Вараш (бывший Кузнецовск) - Острог | Города районного значения: - Березно - Дубровица - Здолбунов - Корец - Костополь - Радивилов - Сарны |

### Органы власти
Местное самоуправление в области осуществляет Ровненский областной совет, исполнительную власть — областная государственная администрация. Главой области является председатель облгосадминистрации, назначаемый Президентом Украины.

#### Главы области
- 1949—1951 — Чучукало Василий Данилович
- 1952—1966 — Денисенко Алексей Иванович
- 1966—1972 — Мозговой Иван Алексеевич
- 1972—1989 — Панасенко Тарас Иванович
- 1989—1990 — Прищепа Пётр Куприянович
- 1990—1991 — Луценко Виталий Иванович
- 1992—1997 — Василишин Роман Данилович
- 1997—2005 — Сорока Николай Петрович[укр.]
- 2005—2006 — Червоний Василий Михайлович
- 2006—2010 — Матчук Виктор Иосифович
- 2010—2014 — Берташ Василий Михайлович[укр.]
- 2014 — Рыбачок Сергей Леонидович
- 2014 — Приварский Юрий Юрьевич[укр.] (и.о)
- 2014—2016 — Чугунников Виталий Семёнович[укр.]
- 2016—2019 — Муляренко Алексей Витальевич[укр.]
- 2019 — Тимошенко Игорь Александрович[укр.]
- 2019—2023 — Коваль Виталий Станиславович
- 2023—н.в. Коваль Александр Сергеевич

## Экономика
| N | показатель               | единицы          | значение, 2014 год |
| - | ------------------------ | ---------------- | ------------------ |
| 1 | Экспорт товаров          | млн долларов США | 473,3              |
| 2 | Уд. вес в общеукраинском | %                | 0,9                |
| 3 | Импорт товаров           | млн долларов США | 282,7              |
| 4 | Уд. вес в общеукраинском | %                | 0,5                |
| 5 | Сальдо экспорт-импорт    | млн долларов США | 190,5              |
| 6 | Капитальные инвестиции   | млн гривен       | 2560,8             |
| 7 | Средняя зарплата         | грн              | 3033               |
| 8 | Средняя зарплата         | долларов США     | 255,2              |

По материалам Комитета статистики Украины (укр.) и Главного управления статистики в Ровненской области (укр.). Дата обращения: 9 февраля 2015. Архивировано из оригинала 10 августа 2013 года..

## Достопримечательности
На территории Ровненской области расположено 1088 памятников археологии (из них — 20 национального значения), 1761 памятников истории, 352 памятника архитектуры и градостроительства (из них — 109 национального значения), 84 памятника монументального искусства.
В Список исторических населённых мест Украины, утверждённого Постановлением Кабинета Министров Украины от 26.07.2001 г. № 878, включены 13 населённых пунктов Ровненской области Березно, Владимирец, Гоща, Дубно, Дубровица, Клевань, Корец, Мизоч, Млинов, Острог, Радивилов, Ровно, Степань.
Наиболее известные
- Узкоколейная железная дорога Антоновка, Заречное (Владимирецкий, Заречненский районы);
- Таракановский форт (Дубенский район);
- Историко-культурный комплекс г. Острог;
- Заповедник Поле Берестецкой битвы (с. Пляшева Радивиловского района);
- Свято-Троицкий женский монастырь (г. Корец);
- Замок князей Любомирских (г. Дубно);
- Свято-Троицкий мужской монастырь (с. Межиричи Острожского района).

## Награды
- Орден Ленина (12 июля 1967 года)[49].